# Айґестан (Арарат)
Айгестан (вірм. Այգեստան) — село в марзі Арарат, у центрі Вірменії. Село розташоване за 5 км на північ від міста Арташата, за 1 км на північ від села Бердік, за 3 км на північний схід від села Далар, за 2 км на південний схід від села Каначут, за 4 км на південь від села Мргануш, за 2 км на південний захід від села Двін та за 1 км на захід від села Хнаберд.